# 2017 aux Îles Marshall
Cet article présente les faits marquants de l'année 2017 aux Îles Marshall.

## Évènements
- 21 février : Élection d'une assemblée constituante.
- 7 août : Mort de Mattlan Zackhras (en) (né le 13 janvier 1970), ministre adjoint à la présidente de la République, mort en exercice « après une brève maladie »[1].
- 22 août : Mort de Tony deBrum (né en 1945), ancien ministre des Affaires étrangères des îles Marshall, reconnu pour son activisme diplomatique sur la question du réchauffement climatique[2].